# فريدريك أوقست روزين
فريدريك أوقست روزين (بالألمانية: Friedrich August Rosen)‏ هو مختص في علم الهنديات ألماني، ولد في 1805 في هانوفر في ألمانيا، وتوفي في 1837 في لندن في المملكة المتحدة.